# En tiempo real
En tiempo real es el décimo álbum de estudio del cantautor peruano Gian Marco.

## Listado de canciones
Todas las canciones fueron compuestas por Gian Marco:
| En tiempo real |                                                  |          |  |
| N.º            | Título                                           | Duración |  |
| 1.             | «Dime donde»                                     |          |  |
| 2.             | «Ando por la vida»                               |          |  |
| 3.             | «Amores imperfectos»                             |          |  |
| 4.             | «De Paseo»                                       |          |  |
| 5.             | «Desde hace un mes»                              |          |  |
| 6.             | «En venta»                                       |          |  |
| 7.             | «Expresso 2222»                                  |          |  |
| 8.             | «Ojos azules/ adiós pueblo de Ayacucho/ valicha» |          |  |
| 9.             | «Roxanne»                                        |          |  |
| 10.            | «Imagina»                                        |          |  |
| 11.            | «Sentirme Vivo»                                  |          |  |